# Shadow Moses (пісня)
«Shadow Moses» — сингл британського рок-гурту Bring Me the Horizon, записаний 2013 року, сингл ввійшов до їхнього четвертого альбому Sempiternal. Це перший їхній сингл без участі колишнього гітариста Джона Вейнхофена.

## Реліз
Дебют пісні відбувся 4 січня на радіо BBC Radio 1.  Офіційний реліз відбувся 14 січня 2013 та одразу став тоступний на iTunes. Пісня досягла №82 місця на UK Singles Chart та №2 на UK Rock Singles Chart.

## Відеокліп
22 січня відбулася прем'єра відеокліпу на пісню «Shadow Moses» продюсером був Фабіан Роттгер. Кліп був відзнятий на найбільшому німецькому острові Рюген, під час туманною і сніжної погоди. Протягом усього відео, використовувалась "техніка зміщення камери", яка забезпечує 3D ефект без необхідності спеціальних окулярів або використання спеціального екрану. Сюжетна лінія продовжується в відеокліпі на пісню «Sleepwalking». Після прем'єри відео Асоціація Продюсерів Музичних Відео назвали його  "Відео року".
На даний час відео має більше 43 мільйонів переглядів на Youtube.